# NGC 7552
NGC 7552 est une galaxie spirale barrée située dans la constellation de la Grue. Sa vitesse par rapport au fond diffus cosmologique est de 1 368 ± 18 km/s, ce qui correspond à une distance de Hubble de 20,2 ± 1,4 Mpc (∼65,9 millions d'al). NGC 7552 a été découverte par l'astronome écossais James Dunlop en 1826. Elle fut également découverte indépendamment par l'astronome américain Lewis Swift le 22 octobre 1897 et par la suite listée comme étant IC 5294 dans l'Index Catalogue.
La classe de luminosité de NGC 7552 est I-II et elle présente une large raie HI. De plus, elle est aussi une galaxie lumineuse en infrarouge (LIRG) et une galaxie LINER, c'est-à-dire une galaxie dont le noyau présente un spectre d'émission caractérisé par de larges raies d'atomes faiblement ionisés. De plus NGC 7552 renferme des régions d'hydrogène ionisé (HII). Selon Sanders et ses collègues, la luminosité de la NGC 7552 dans l'infrarouge lointain (de 40 à 400 µm) est égale à 7,59 × 1010 {\displaystyle L_{\odot }} (1010,88{\displaystyle L_{\odot }}) et sa luminosité totale dans l'infrarouge (de 8 à 1 000 µm) est de 1,07 × 1011 {\displaystyle L_{\odot }} (1011,03{\displaystyle L_{\odot }}). Selon la base de données Simbad, elle est une galaxie active de type Seyfert 1. 
À ce jour, dix mesures non basées sur le décalage vers le rouge (redshift) donnent une distance de 11,528 ± 4,195 Mpc (∼37,6 millions d'al), ce qui est nettement à l'extérieur des valeurs de la distance de Hubble. Notons que c'est avec la valeur moyenne des mesures indépendantes, lorsqu'elles existent, que la base de données NASA/IPAC calcule le diamètre d'une galaxie et qu'en conséquence le diamètre de NGC 7552 pourrait être d'environ 29,9 kpc (∼97 500 al) si on utilisait la distance de Hubble pour le calculer.

## Morphologie

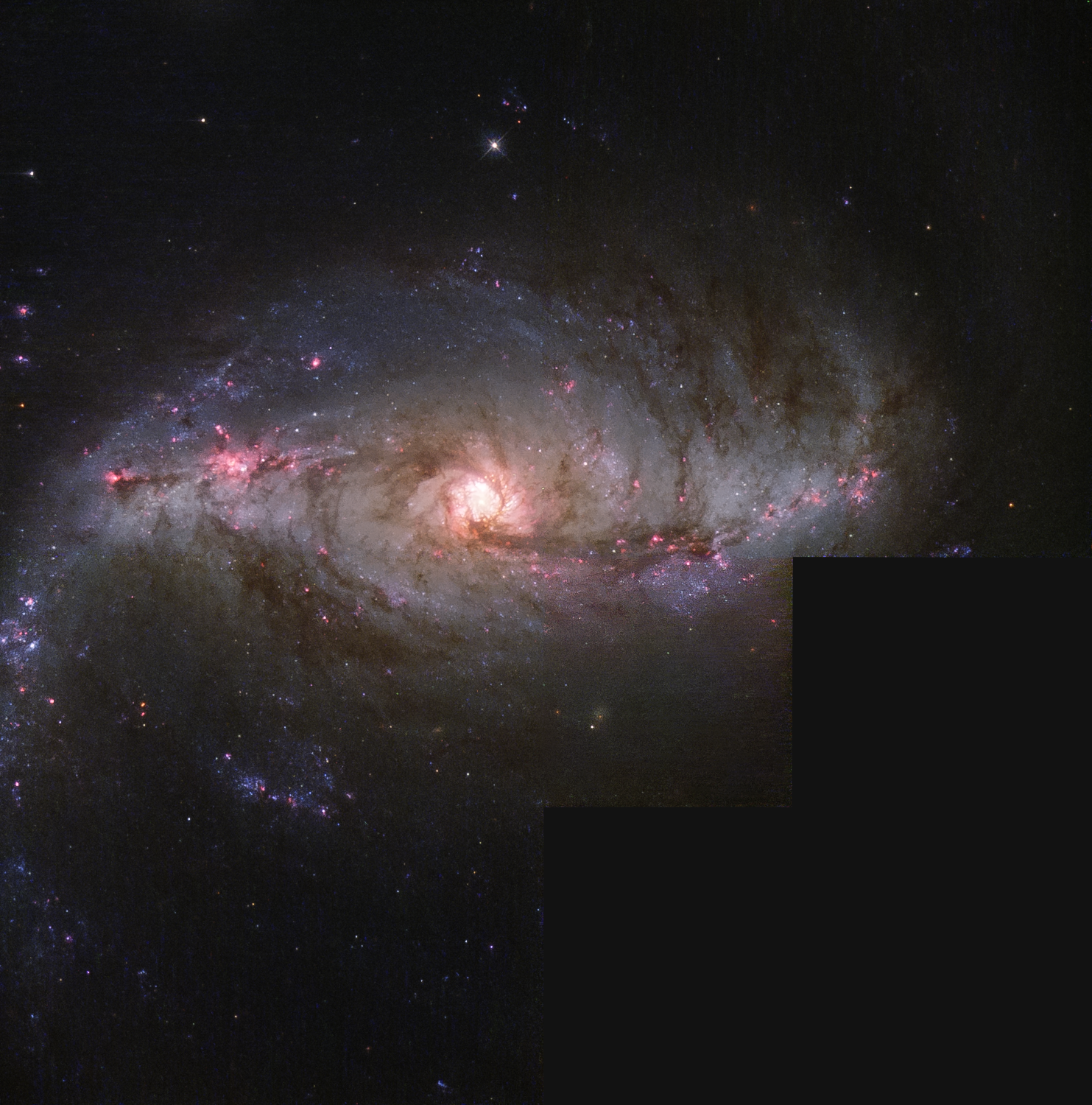
La galaxie spirale barrée NGC 7552 selon les données du télescope spatial Hubble.
(traitement des données par Judy Schmidt)

Eskridge, Frogel et Pogge ont publié un article en 2002 décrivant la morphologie de 205 galaxies spirales ou lenticulaires rapprochées. Les observations ont été réalisées dans la bande H de l'infrarouge et dans la bande B (le bleu). Selon Eskridge et ses collègues, NGC 7552 est de type (R)SBb dans la bande B et (R)SBba dans la bande H. La région centrale de NGC 7552 est irrégulière, mais à une exposition de plus faible intensité, le bulbe devient régulier et elliptique. Une longue barre proéminente est alignée avec le grand axe du bulbe. La brillance de surface de la barre est irrégulière et elle présente plusieurs grumeaux de luminosité plus forte. Les extrémités de la barre sont ponctuelles. Ses bras spiralés très ouverts émergent de la barre et leur luminosité est faible. Les bras sont plutôt lisses et présentent peu de grumeaux ou d'irrégularités. À de faible brillance de surface, l'enroulement des bras se resserre et ils cessent d'être visibles à au moins 180° autour de la galaxie
On notera que l'article de Eskridge, Frogel et Pogge a été publié en 2002, soit bien avant l'image du télescope spatial Hubble qui contredit quelque peu leur description des bras spiraux, car ceux-ci montrent plusieurs grumeaux très lumineux de formation d'étoiles.

### Anneau de formation d'étoiles

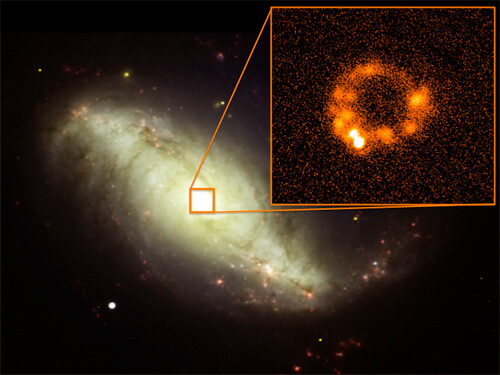
L'anneau de formation d'étoiles par T-ReCS, Observatoire Gemini.

Une étude publiée en 1994 par Forbes et al. montre l'existence d'un anneau d'éclatement stellaire partiel dans NGC 7552. Ils y ont également détecté une barre moléculaire à petite échelle et un grand réservoir de matériaux moléculaires, mais aucune preuve d'une quelconque activité au niveau du noyau. L'anneau a un rayon égal à environ 1 kpc (∼3 260 al) pour une largeur d'environ 100 pc (∼326 al). 
D’autres observations de NGC 7552 réalisées dans le domaine des ondes radio ont montré qu'elle abrite en fait plusieurs anneaux de ce type, au nombre total de trois. Les deux autres anneaux ont un rayon respectif d'environ 1,9 kpc et 3,4 kpc. Selon un article publié en 2010, on a détecté grâce aux observations du télescope spatial Hubble autour du noyau de NGC 7552 un disque de formation d'étoiles. La taille de son demi-grand axe est estimée à environ 340 pc (∼1 110 al) et la longueur de sa barre centrale est de environ 5,0 kpc (∼16 300 al). Selon un autre article publié en 2012, le disque abrite neuf structures proéminentes, détectables dans le proche et moyen infrarouge, identifiées comme étant des amas d’étoiles avec des âges stellaires compris entre 5,5 et 6,3 millions d'années. De nombreux vestiges de supernovas y ont été également observés.

## Supernova
Deux supernovas ont été observées dans NGC 7552 : AT 2014ej et SN 2017bzc. Toutes deux ont été découvertes par des membres du projet astronomique BOSS (Backyard Observatory Supernova Search).

### AT 2014ej
Cette supernova (aussi dénommée Psn J23160979-4234575) a été découverte le 24 septembre 2014 par l'astronome amateur australien Peter Marples. D'une magnitude apparente de 17,3 au moment de sa découverte, son type n'a pu être identifié. Selon le projet BOSS, elle était probablement de type II.

### SN 2017bzc
Cette supernova a été découverte le 7 mars 2017 par l'astronome amateur néo-Zélandais Stuart Parker. D'une magnitude apparente de 12,8 au moment de sa découverte, elle était de type Ia.

## Groupe de NGC 7582
Selon A. M. Garcia, NGC 7582 est membre d'un groupe de galaxies qui porte son nom. Le groupe de NGC 7582 décrit par Garcia renferme au moins neuf membres. Les autres galaxies sont NGC 7531,  NGC 7582, NGC 7590, NGC 7599, NGC 7632, IC 5325 et ESO 291-24.
Sur son site en ligne « Un Atlas de l'Univers », Richard Powell rajoute au groupe cinq galaxies, soit NGC 7412, les galaxies IC 5267, 5267A et 5267B de l'Index Catalogue, et ESO 347-2A. Cette dernière galaxie ne figure ni dans la base de données NASA/IPAC ni dans celle de Simbad, un inconvénient que l'on rencontre fréquemment lorsque l'équivalent PGC n'est pas indiqué. D'après A. M. Garcia, les quatre premières galaxies de cette liste sont membres du groupe d'IC 5267.
Selon un article publié en 2006 par Sengupta et Balasubramanyam, toutes les galaxies du groupe de NGC 7582 mentionnées par Garcia sont des galaxies émettrices dans le domaine des rayons X. À ces galaxies,  Sengupta et Balasubramanyam ajoutent ESO 291-08, ESO 291-15 et ESO 347-08. En réunissant les galaxies de ces trois publications, on obtient un groupe de 15 galaxies.  

### Quartette de galaxies

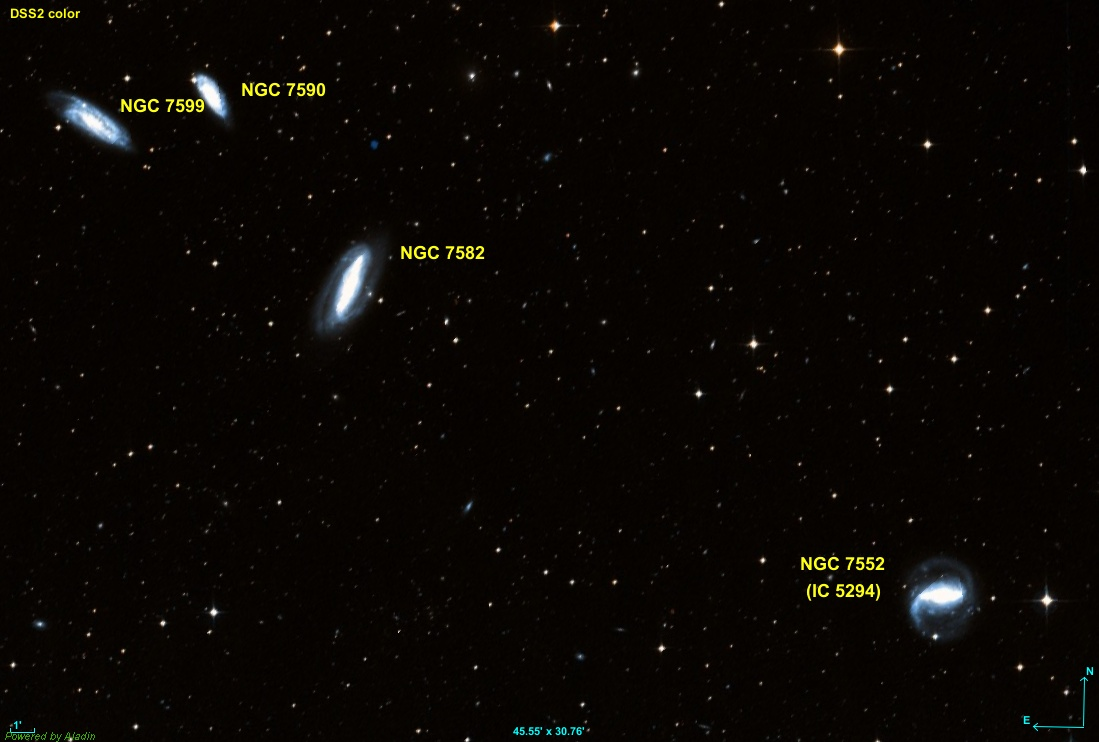
Les quatre galaxies du quartette de la Grue.

NGC 7552 forme avec ses voisines NGC 7582, NGC 7590 et NGC 7599 un ensemble de quatre galaxies relativement rapprochées et connu sous le nom de Quartette de la Grue (Grus Quartet).

## Galerie

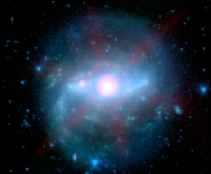
NGC 7552 vue dans le domaine des infrarouges par le télescope spatial Spitzer.
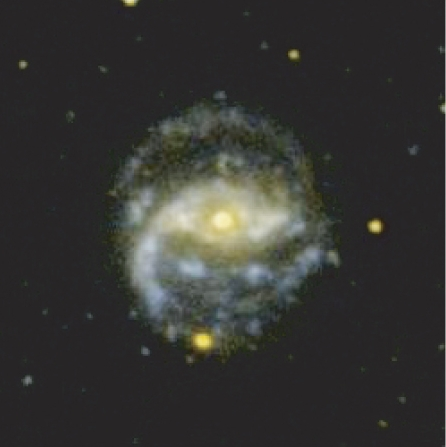
NGC 7552 vue dans le domaine des ultraviolets par le télescope spatial GALEX.